# Deutsche Meisterschaft im Hallenhockey 1962 (Damen)
Die erste Deutsche Hallenmeisterschaft der Damen wurde am 24. und 25. Februar 1962 in der Wintersporthalle in Frankfurt am Main ausgetragen. Am selben Wochenende spielten die Herren in Wuppertal ihre erste Hallenmeisterschaft aus. Die Zählung gilt nur für die Bundesrepublik Deutschland, in der DDR wurden bereits seit 1951 Deutsche Hallen-Meisterschaften ausgespielt.
Startberechtigt waren die Meister der 11 Landesverbände, die bis auf Bremen, auch meldeten. Gespielt wurde zunächst in zwei Gruppen.
- Gruppe A: Niedersachsen, Rheinland-Pfalz/Saar, Hessen, Schleswig-Holstein, Bayern
- Gruppe B: Baden, Berlin, Hamburg, Württemberg, Westdeutschland

In der Endrunde spielten die Gruppenzweiten um Platz 3, die Gruppenersten um den Titel.
Legende:

|  | Qualifikation für das Finale           |
|  | Qualifikation für das Spiel um Platz 3 |

## Gruppenspiele
| Gruppe A |                        |        |      |        |
| Platz    | Club                   | Spiele | Tore | Punkte |
| 1.       | SKG Frankfurt          | 4      | 14:6 | 7:1    |
| 2.       | TG Frankenthal         | 4      | 11:8 | 6:2    |
| 3.       | Eintracht Braunschweig | 4      | 8:8  | 4:4    |
| 4.       | Travemünder THC        | 4      | 4:11 | 2:6    |
| 5.       | 1. FC Nürnberg         | 4      | 5:9  | 1:7    |

| Gruppe Süd |                         |        |       |        |
| Platz      | Club                    | Spiele | Tore  | Punkte |
| 1.         | HC Heidelberg           | 4      | 15:2  | 8:0    |
| 2.         | TSV Zehlendorf 88       | 4      | 9:10  | 5:3    |
| 3.         | Uhlenhorster HC         | 4      | 10:10 | 4:4    |
| 4.         | Barmer TV 46            | 4      | 4:10  | 2:6    |
| 5.         | HTC Stuttgarter Kickers | 4      | 6:12  | 1:7    |

## Endrunde

### Spiel um Platz 3
TG Frankenthal – TSV Zehlendorf 88 1:4

### Endspiel
SKG Frankfurt – HC Heidelberg 2:0
"Frankfurt kam unerwartet zu einer Krone" titelte HOCKEY, die Wochenzeitung des Deutschen Hockeysports.